# Ermanno Olmi
Ermanno Olmi (24. července 1931 Bergamo – 5. května 2018 Asiago) byl italský filmový a divadelní režisér, scenárista, filmový střihač, kameraman, producent a scénograf.

## Biografie

### Tvůrčí kořeny a krátkometrážní tvorba
Filmový režisér Ermanno Olmi se narodil 24. 7. 1931 v Bergamu v italské Lombardii. I když část svého života prožil v Miláně, jeho rodina měla venkovské kořeny. Rolnický svět pro tvůrce představoval prostor řádu, tradic a odpovědnosti člověka vůči Bohem stvořenému světu. Těchto témat se Olmi dotýká v dokumentární i hrané filmové tvorbě.
Ermanno Olmi se k celovečerním filmům dostal po letech věnovaných krátké a středometrážní tvorbě. Praktickou průpravu mu poskytlo zaměstnání v milánském elektropodniku Edisonvolta, pro který v 50. letech natáčel převážně instruktážní snímky. Většinu filmů si sám snímal i stříhal. Některé náměty připouštěly dramatičtější ztvárnění, a tak Olmi realizoval vedle klasických dokumentů také několik hraných snímků.
Jeho vánoční příběh Rozhovor prodavače kalendářů s chodcem (Dialogo tra un venditore d´almanacchi e un passeggiere, 1954) je pozoruhodný tím, jak na malé ploše předkládá několik Olmiho celoživotních témat: zájem o rurální venkov a jeho stýkání se s industriálním světem města, zájem o zdánlivě obyčejné lidi žijící na periferii nebo v anonymitě městských aglomerací. Z Olmiho krátkometrážní hrané tvorby 50. let lze zmínit i snímky Michelino z 1. B (Michelino 1ª B, 1956) nebo Penzista (Il Pensionato, 1958). Ermanno Olmi se nebránil filmové inscenaci, a to ani v dokumentární tvorbě. Ostatně tato režijní metoda byla běžnou součástí formální výbavy řady tehdejších tvůrců.

### Festivalový úspěch a celovečerní filmy
Festivalový úspěch ze začátku 60. let přispěl k zařazení Ermanna Olmiho mezi přední italské režiséry. Olmi svým stylem plynule navázal na odkaz doznívajícího neorealismu. Sociální základ filmových příběhů však ozvláštnil poetickými a psychologickými přesahy. Tématem, kterým se tvůrce kontinuálně zabýval, byla etika každodenního života a mezilidské vztahy. Olmi díky vrozené empatii a komunikativnosti dokázal velmi dobře pracovat s herci i neherci. Svědčí o tom nejen působivý vztahový part generačně rozdílných mužů ve filmu Čas se zastavil (Il Tempo si é fermato, 1959). Jestliže stavbu přehrad a elektrické soustavy průběžně zpracovával v řadě filmů podniku Edisonvolta, do stejného prostředí situoval i celovečerní film, kvůli němuž založil nezávislou produkční společnost 22 dicembre. Ve filmu Místo (Il Posto, 1961) režisér naproti tomu reflektoval milánskou aglomeraci. Zobrazil nejen byznysem kypící centrum, ale také ospalejší venkovskou periferii. Ve filmovém příběhu nenaplněného vztahu hlavní roli dívky Magalí ztvárnila Loredana Dettoová, pozdější Olmiho manželka. Ve Snoubencích (I Fidanzati, 1963) zase sledujeme příběh muže a ženy, které geograficky i citově rozdělí vidina kariérního postupu.

### Křesťanské inspirace
Rozsáhlým příběhem prezentujícím lásku coby základní životní princip je historická freska o životě papeže Jana XXIII. Film A přišel člověk (E venne un uomo, 1965). Podnětem byla i režisérova osobní úcta k životu a dílu papeže, který svolal II. vatikánský koncil. Scénář filmu byl založen na filmovém ztvárnění autentických zápisků Giuseppe Roncaliho a Olmi pro prezentaci jeho života využil netradičního způsobu ztvárnění ústřední postavy. V pozici vypravěče i hlavního hrdiny ve filmu vystupuje americký herec Rod Steiger, který diváky provází od začátku do konce v jednoduchém obleku a s neměnnou civilní vizáží.
I když se Ermanno Olmi k žádné církvi nehlásil, mnohá jeho díla na křesťanských principech staví. Náboženské motivy se objevují už v některých filmech natočených v produkci Edisonvolta. Například v dokumentu Manon: Finestra 2 (1956) sledujeme stavaře, kteří ctí a chrání zákoutí s obrazem svaté Barbory. Ke křesťanským námětům se Olmi navrací i v první polovině následující dekády. Nejdříve realizuje dokumentární film 700 let (700 anni, 1963) o životě svatého Antonína Paduánského a brzy na to dokument věnovaný papeži Pavlu VI. Po staletích (Dopo secoli, 1964). Vyvrcholením námětové linie katolicky orientovaných témat je zmíněný film A přišel člověk z roku 1965. V následujícím období se tvůrce k reflexi víry vrací ve snímku Jdi, jdi (Camminacammina, 1983) a též ceněném filmu Legenda o svatém pijanovi (La Leggenda del santo bevitore, 1988). Pominout nelze ani Strom na dřeváky (L'Albero degli zoccoli, 1978), kde se Olmimu podařilo citlivě zaznamenat náboženské rituály lombardských venkovanů.

### Kritik společenských poměrů
Ve druhé polovině 60. let Ermanno Olmi realizuje několik televizních snímků. V 60. letech například mládežnické povídky Příběhy mladých lásek (Racconti di giovani amori, 1967) nebo dokumentární snímek Galerie. Srdce a paměť Milána (La Galleria: Cuore e memoria di Milano, 1967).
Zájem Ermanna Olmiho o proměny italské společnosti a negativní aspekty procesu modernizace je patrný v několika filmech. Snímek Jednoho dne (Un Certo giorno, 1968) nabízí psychologický portrét manažera reklamní agentury, který při budování kariéry a v neustálém spěchu přehlédne, že při rychlé jízdě autem srazil cyklistu. Až konfrontace se smrtí přiměje prostopášného muže k sebereflexi. Zajímavé je, že v tomto filmu režisér do vedlejších rolí obsadil zaměstnance skutečné reklamní agentury. V roce 1970 režisér natáčí film Sapéři (I Recuperanti), jímž vzdává hold kraji, v němž se nakonec usadil. Snímek byl realizován na alpské náhorní plošině poblíž městečka Asiago a vypráví příběh o generačně rozdílných hledačích nevybuchlé munice.
Vůči realitě modernosti se staví hlavní hrdina filmu Během léta (Durante l 'estate, 1971), který se coby výstřední samotářský heraldik a ctitel starých hodnot živí jako kreslič map. Ve filmu Okolnost (La Circostanza, 1973) Olmi pokračuje v mapování světa vyšší střední vrstvy. Kolektivním hrdinou je zde početná rodina. Díky sociologicky přesnému pozorování reality sledujeme obraz materiálně zabezpečeného, ale vztahově nepříliš utěšeného společenství. I v Okolnosti režisér pracuje s reálnými postavami.
Během 70. let Ermanno Olmi realizoval i několik televizních dokumentů s historickou tematikou. Zmínit možno filmy Ve jménu italského lidu (In Nome del popolo italiano, 1971), Kořeny svobody (Le Radici della libertá, 1972), Zrození partyzánské skupiny (Nascita di una formazione partigiana, 1973) nebo dokument o významném italském politikovi Alcide de Gasperi (1974).

### Venkovské opus magnum
Po sérii filmů zasazených do současnosti se Ermanno Olmi v druhé polovině 70. let vrátil k historické látce. Námět k filmu Strom na dřeváky (L 'Albero degli zoccoli, 1978) u něj vyzrával řadu let. Ve svém vrcholném díle Olmi zobrazil venkov, který poznal díky pobytům u babičky v Trevigliu u Bergama. Osobnost staré ženy, její schopnost vyprávění i životního nadhledu, její vzpomínky i moudrá napomenutí, to vše tvůrce přepsal do scénáře filmu, který ztvárnil drobné životní příběhy několika chudých venkovských rodin usazených na selském dvorci. Tvůrcova empatie a spolupráce se skutečnými obyvateli lombardského venkova dodala Stromu na dřeváky neopakovatelnou atmosféru. Film se stal Olmiho nejúspěšnějším uměleckým počinem a v roce 1978 získal Zlatou palmu na festivalu v Cannes. V československých filmových klubech se později stal vyhledávaným filmovým titulem a byl vydán také na DVD (Zóna / Aerofilms, 2006) s českými titulky a dvěma krátkými filmy jako bonusy. Provedeme-li rekapitulaci, zjistíme, že v českých kinech nebo na televizní obrazovce bylo uvedeno osm Olmiho filmů: Čas se zastavil (1959), Místo (1961), Snoubenci (1963), Sapéři (1970), Strom na dřeváky (1978), Ať žije paní! (1987) a Sto hřebů (2006). Česká televize uvedla i Olmiho první část z cyklu devatenácti biblických příběhů – Genesis. Stvoření a potopa (1994). Nejen o těchto snímcích, ale také o vlastním životě, tvorbě a uměleckých inspiracích Ermanno Olmi vypráví v knize Rozhovory, která v roce 2012 vyšla díky péči příbramského nakladatelství Camera obscura.

### Životní krize a návrat k tvorbě
Olmiho tvorba 80. let je poměrně nevyrovnaná. Výpravné filmové dílo Jdi, jdi (Camminacammina, 1983) prezentuje příběh putování Tří králů k místu narození Ježíše Krista. Olmi původně vstupoval do projektu s tím, že natočí „radostný film“. Celé putování Tří králů je proto zachyceno v komické nadsázce. Dílo i pro svou nestandardní délku však působí těžkopádně.
Důležitým počinem Ermanna Olmiho bylo také založení filmové školy Ipotesi Cinema, která v rámci kurzu audiovizuální tvorby skýtala možnost navázání kontaktů a objevení nových talentů. Škola několik let pořádaná v severoitalském městečku Bassano del Grappa byla později přesunuta do italské Bologne.
Úspěšná byla i realizace celovečerního dokumentu Milán '83 (Milano '83, 1983), který byl italským příspěvkem do seriálu filmových portrétů evropských měst. Režisér a kameraman v jedné osobě zaznamenal známé i doposud přehlížené detaily města. V Olmiho dokumentu se zcela přirozeně prolíná všední život ulice s nevšedním životem slavnostních událostí. Dokumentární film Milán '83 Olmi natočil i přesto, že už pociťoval přicházející fyzickou únavu. Vážná nemoc tvůrce na několik let postupně zcela ochromila.
Po nedobrovolné pauze způsobené nervovou chorobou se Ermanno Olmi vrátil k filmové režii v roce 1986, kdy realizoval další umělecký dokument Benátští řemeslníci (Artigiani Veneti). Stejně jako v případě rytmického filmu Milán '83 je zde velmi důležitá filmová montáž. Na finálním sestřihu natočeného materiálu spolupracoval režisérův syn Fabio Olmi, který se posléze coby střihač nebo kameraman podílel i na dalších projektech. Ermanno Olmi pak během 80. let realizoval řadu dokumentů jako například rozhovory s kardinálem Carlem Mariou Martinim Odpuštění (Del Perdono, 1983) nebo snímek Lidé z hor (Gente di montagna, 1987).
V roce 1987 tvůrce realizoval celovečerní hraný příběh Ať žije paní! (Lunga vita alla signora!). Přes sníženou pohyblivost natočil ve spolupráci se svými blízkými film, který získal Stříbrného lva na festivalu v Benátkách. Kafkovsky působící podobenství o destruktivní síle moci a touze po svobodě má komorní charakter. Odehrává se na bezejmenném hradě, kde se jednoho dne schází pestré společenství lidí slavící narozeniny staré paní, která zosobňuje nedotknutelnou autoritu.
Po prodělané nemoci italský filmař nabyl novou tvůrčí inspiraci. Zatímco v komorně laděném filmu Ať žije paní! testoval vlastní fyzické možnosti i schopnost pokračování náročné režijní práce, následující Legenda o svatém pijanovi, se stala dalším skvostným tvůrčím aktem. Film se odehrává v prostředí Paříže a je adaptací románu spisovatele Josepha Rotha. Ten ve své tvorbě reflektoval rozvrat starých evropských pořádků a nástup negativních společenských proudů. Olmi takto vykreslil i postavu pařížského bezdomovce Andrease Kartaka – bezelstného životního ztroskotance, pro něhož je typická melancholie aristokratického klauna. Ve snaze zdůraznit nadčasovost příběhu režisér ve filmu používá výtvarné artefakty různých období tak, že vytváří časoprostor neobyčejné atmosféry a specifického výtvarného rázu.

### Biblické inspirace a ekologická témata
Po tomto filmu Ermanno Olmi pokračuje v kontemplativním zkoumání reality. Než se dostane k celovečerní adaptaci části Starého zákona, jeho biblická pouť začíná v dokumentárním Podél řeky (Lungo il fiume, 1992), kde cituje z proroka Eliáše a Janova evangelia. Ve filmovém poselství o řece Pád je intenzita obrazové kontemplace posílena hudebním doprovodem Händelova Mesiáše.
O tom, že ekologická tematika se stala pro Ermanna Olmiho jednou z nejinspirativnějších svědčí film Tajemství starého lesa (Il Segreto del bosco vecchio, 1993). Alegorická pohádka vypráví příběh o plukovníkovi ve výslužbě, jemuž je svěřena rozlehlá zalesněná oblast v severoitalských horách. Tajemství starého lesa je vlastně pohádka pro velké děti. Olmi v ní režíruje nejen lidi, ale i zvířata. Olmi zde rezignoval na trikovou techniku a místo ní využívá elementárních divadelních znaků.
V roce 1994 tvůrce natáčí svůj příspěvek do série televizních filmů realizovaných podle biblických příběhů. Na produkčně náročném cyklu se podílelo několik režisérů a Olmimu byla svěřena první část projektu: Genesis. Stvoření a potopa (Genesi: La Creazione e il Diluvio). Kmen marockých nomádů zde duchovně žije především z vyprávění o zrození světa. Lidé jsou konfrontování s Bohem milujícím i trestajícím. Díky epizodě o Kainu a Ábelovi, v níž divoké svině devastují pole, spatřujeme násilí, které jsou pak reprezentovány prostřednictvím aktualizačních scén z války v Perském zálivu. Slepý stařec v příběhu evokuje postavu Jeremiáše a mladý pár žije láskou jako v Písni písní. Generace za generací pokračují dějiny až k rozvážné postavě Noeho.

### Tvorba v novém tisíciletí
Hledání šlechetnosti, které se jako nit táhne celou tvorbou Ermanna Olmiho, pokračuje i ve filmu Válečnické řemeslo (Il Mestiere delle armi, 2001). Prostřednictvím příběhu vojevůdce Giovanniho di Medici je prezentován životní osud člověka, který ctí pravidla. Režisér se přitom pokouší o historickou rekonstrukci, když jednotlivé postavy identifikuje a přesně označuje místa historických dějů. Za kamerou opět stál režisérův syn Fabio. Ve spolupráci s otcem zvolil řešení, kterým jsou estetizované záběry napodobující malířské kompozice historických událostí.
Za výsostně artistní lze označit film Zpívající za plentou (Cantando dietro i paraventi, 2003). Jedná se o filmovou adaptaci čínské pověsti o válce, jež vyústí v mír a odpuštění. Je to mravoučná bajka, která na příkladu historické legendy prezentuje myšlenku mírového projektu. Film má několik tematických rovin. K nezvyklému názvu odkazuje i užívání paravánů, formálně členících prostor jeviště na otevřený a skrytý. Díky němu se přenášíme hlouběji do minulosti, do období, kdy vody čínského moře brázdily pirátské džunky.
V roce 2005 se Ermanno Olmi spolu s dalšími dvěma významnými režiséry podílel na kolektivním projektu Tickets (Tickets). Spolutvůrci filmu byli Abbás Kiarostamí z Íránu a Angličan Ken Loach. I když každý přistupoval ke svěřenému úkolu uplatňujíc vlastní poetiku, film působí kompaktně. Volně kladené povídky jsou sevřeny konstrukcí příběhu několika postav, který se odehrává během dlouhé jízdy mezinárodního rychlíku.
Biblickými odkazy je naplněn film Sto hřebů (Centochiodi, 2007). Jeho fabule zprostředkovává příběh vzpoury hlavního hrdiny vůči sobě samému i okolnímu světu. Mladý docent religionistiky unaven dosavadním životem činí gesto vzpoury. Volí radikální řešení a přibije v univerzitní knihovně řadu starých tisků k podlaze. Toto gesto vyplývá z jeho přesvědčení, že knihy mající vytvářet vazbu mezi lidmi pouze vytvářejí neporozumění.

### Pozdní dokumentární a hraná tvorba
Námět k dokumentárnímu filmu Matka Země (Terra Madre, 2009) začal vznikat v létě roku 2006, kdy byl Ermanno Olmi vyzván, aby se seznámil s pozitivními příklady činnosti vybraných zemědělských komunit. Olmi posléze začal natáčet u příležitosti světového fóra rolníků. Různé momenty mezinárodního setkání zaznamenávalo šest reportážních skupin složených z účastníků filmového kurzu Ipotesi Cinema. Ermanno Olmi poté se štábem putoval na několik míst zeměkoule s cílem přinést zprávu o tom, jak lze přistupovat k ochraně potravinových zdrojů.
Následující dokumentární film Skály plné vína (Rupi del vino, 2009) do značné míry tematicky navazuje na dokument Matka Země. Působivé vyprávění o obyvatelích podhorského kraje, kteří na strmých svazích obhospodařují vinice, je dalším voláním po odpovědnosti lidí chránit zemi od znečištění, vykořisťování a konzumerismu. Ve Skalách plných vína sledujeme obrazy alpského údolí, jemuž vládne nejen příroda, ale i pracovité ruce.
I když si Ermanno Olmi v roce 2007 předsevzal, že bude natáčet už jen dokumentární filmy, své rozhodnutí změnil. V roce 2011 vzniká film Vesnice z kartonů (Il Villaggio di cartone), který vypráví příběh postaršího kněze, jenž je nucen přihlížet rušení kostela, ve kterém dlouhá léta působil. Po přibitých knihách z filmu Sto hřebů zde tedy máme sejmutí kříže. Odstrojení svatostánku láme duchovnímu srdce a kněz je nucen hledat nový smysl apoštolátu. Kostel proto otevírá africkým imigrantům. Dá se říci, že Vesnice z kartonů je přirozeným následovníkem Sto hřebů i předešlých Tickets, zejména kvůli závažným otázkám, které oba filmy vyvolávají – otázkám týkajícím se způsobů aktualizace dnešního křesťanství a kultury sevřené v obručí konzumního egoismu.

### Poselství Ermanna Olmiho
Olmiho celoživotní dílo, oceněné v roce 2008 nejvyšším vyznamenáním na festivalu v Benátkách, není pouze poezií, ale kontemplativní krásou – krásou přátelství, míru, odpuštění a v neposlední řadě také krásou, která divákům přináší poznání. Od prvních dokumentů až po zatím poslední hraný film se tvůrce zaměřuje většinou na jedince, kteří sice historii netvoří, ale kteří do ní přesto náleží. Jeho příběhy jsou pohádkové i prorocké, světské i svaté. Nebojí se ironie ani srdečnosti. Zajímá ho svět lidské seberealizace a důstojnosti. Hledá stezky vedoucí k mírovému soužití a zodpovědné starosti o přírodu. Ermanno Olmi vnímá základ života v sebeuvědomění a osobní zodpovědnosti každého jedince.
Ermanno Olmi zemřel po delší nemoci ve městečku Asiago na severu Itálie, kde dlouho pobýval, 5. května 2018.

## Filmografie a bibliografie

### Dlouhometrážní filmy

#### Režisér
- Čas se zastavil / Il tempo si è fermato (1958)
- Místo / Il posto (1961)
- Snoubenci / I fidanzati (1963)
- A přišel člověk / E venne un uomo (1965)
- Zamilovanost / La cotta (1967)
- Příběhy mladých lásek / Racconti di giovani amori (1967) (TV)
- Jednoho dne / Un certo giorno (1969)
- Sapéři / I recuperanti (1969) (TV)
- Během léta / Durante l'estate (1971)
- Okolnost / La circostanza (1974)
- Strom na dřeváky / L'albero degli zoccoli (1978)
- Jdi, jdi / Cammina cammina (1982)
- Ať žije paní! / Lunga vita alla signora! (1987)
- Legenda o svatém pijanovi / La leggenda del santo bevitore (1988)
- Tajemství starého lesa / Il segreto del bosco vecchio (1993)
- Genesis. Stvoření a potopa / Genesi: La creazione e il diluvio (1994) (TV)
- Válečnické řemeslo / Il mestiere delle armi (2001)
- Zpívající za plentou / Cantando dietro i paraventi (2003)
- Tickets / Tickets (2005) spolurežie s Abbasem Kiarostamím a Kenem Loachem
- Sto hřebů / Centochiodi (2007)
- Vesnice z kartonů / Il villaggio di cartone (2011)
- Louky zase pokvetou / Torneranno i prati (2014)

#### Kameraman
- Sapéři / I Recuperanti (1969) (TV)
- Během léta / Durante l'estate (1971)
- Strom na dřeváky / L'Albero degli zoccoli (1978)
- Jdi, jdi / Camminacammina (1983)
- Ať žije paní! / Lunga vita alla signora! (1987)

#### Producent
- Okolnost / La Circostanza (1974)
- Válečnické řemeslo / Il Mestiere delle armi (2001)
- Lano / The Tightrope (2001), scénář Simon a Peter Brookovi, režie Simon Brook
- Nesahejte na sekeru / La Duchessa di langeais (2007), režie Jacques Rivette
- Soukromá záležitost / Una Questione privata (2017), režie Paolo Taviani, Vittorio Taviani

Dokumentární filmy
- Malí Kalabrijci v Suna sul Lago Maggiore / Piccoli calabresi à Suna sul Lago Maggiore (1953)
- Ledovcová přehrada / La Diga sul ghiaccio (1953)
- El Frayle (1953)
- Hlídka v průsmyku San Giacomo / La Pattuglia di Passo San Giacomo (1954)
- Společnost Ovesticino – Dinamo / Società Ovesticino – Dinamo (1955)
- Vlna / L'Onda (1955)
- Elektrická energie v zemědělství / L'Energia elettrica nell'agricoltura (1955)
- Mé údolí / La Mia valle (1955)
- Příběh řeky Stura / Il Racconto della Stura (1955)
- Penzista / Il Pensionato (1955)
- Zimní staveniště / Cantiere d'inverno (1955)
- Dobrý den, přírodo / Buongiorno natura (1955)
- Michelino z 1. B / Michelino 1ª B (1956)
- Manon. Okno 2 / Manon: Finestra 2 (1956)
- Mechanické konstrukce riva / Costruzioni mecchaniche riva (1956)
- Tkáně a civilizace / Fibre en civiltà (1957)
- Výzkumné oblasti / Campi sperimentali (1957)
- Moderní město Benátky / Venezia città moderna (1958)
- Tři dráty až do Milána / Tre fili fino a Milano (1958)
- Obilí / Il Frumento (1958)
- Šedivák / Grigio (1958)
- Hrátky v kolonii / Giochi di colonia (1958)
- Městečko Sicedison / Colonie Sicedison (1958)
- Prázdniny v Marina di Massa. Kolonie Ettore Motta společnosti Edison / Vacanze a Marina di Massa. Colonia Ettore Motta del Gruppo Edison (1959)
- Příroda a chemie / Natura e chimica (1959)
- Hnojiva vyráběná společností Gruppo Edison / Fertilizzanti prodotti dalla società del (1959)
- Gruppo Edison (1959)
- Dutý drát s tekutým olejem o 220.000 voltech / Cavo ad olio fluido a 220.000 volt (1959)
- Pád. Síla 50.000 / Po: Forza 50.000 (1960)
- Velká ocelová země / Il Grande paese d'acciaio (1960)
- Jeden metr v délce pěti / Un Metro lungo cinque (1961)
- Vak z plypacu / Sacco in plypac (1961)
- Rajče / Pomodoro (1961)
- Velká hráz / Le Grand barrage (1961)
- Komplexní hnojiva / Fertilizzanti complessi (1961)
- 700 let / 700 anni fa (1963) – TV
- Po staletích / Dopo secoli (1964) – TV
- Květinář Nino / Nino il fioraio (1967) – TV
- …ze školního deníku Cesarea Cornoldiho / Dal diario scolastico di Cesare Cornoldi (1967) – TV
- Radostné mládí / Beata gioventù (1967) – TV
- Návrat do rodného kraje / Ritorno al paese (1967) – TV
- Burza / La Borsa (1968) – TV
- Úsilí četby / La Fatica di leggere (1970) – TV
- Ve jménu italského lidu / In nome del popolo italiano (1971) – TV
- Kořeny svobody / Le Radici della libertà (1972) – TV
- Zrození partyzánské skupiny / Nascita di una formazione partigiana (1973) – TV
- Apokalypsa v obrazech / Apocalypsis cum figuris (1979) – TV
- Krajně podezřelé osobnosti / Personaggi fortemente sospettabili (1983) – TV
- Milán '83 / Milano '83 (1983)
- Odpuštění / Del Perdono (1983)
- Benátští řemeslníci / Artigiani veneti (1986)
- Lidé z hor / Gente di montagna (1986)
- Obraz města / Imago urbis (1987) – spolurežie Mauro Bolognini, Damiano Damiani, Carlo Lizzani, Luigi Magni, Folco Quilici, Ettore Scola, Florestano Vancini a Lina Wertmüllerová
- 12 režisérů pro 12 měst / 12 Registi per 12 città (1989) – episoda Milán
- Podél řeky / Lungo il fiume (1992)
- Tisíciletí / Mille anni (1995)
- Peníze neexistují / Il Denaro non esiste (1999) – TV
- Jedinečný čin Jannise Kounellise / Atto unico di Jannis Kounellis (2007)
- Matka Země / Terra Madre (2009)
- Skály plné vína / Rupi del vino (2009)
- Venice 70: Future Reloaded (část Střihací stůl) / Venice 70: Future Reloaded (La Moviola) (2013)
- Naše planeta hostitelka / Il Pianeta che ci ospita (2015) – spolurežie Giacomo Gatti
- Vidíte, jsem jeden z vás / Vedete, sono uno di voi (2017) – spolurežie Giacomo Gatti

Krátkometrážní filmy dle námětu
- Rozhovor prodavače kalendářů s chodcem / Dialogo di un venditore di almanacchi e di un passeggiere (1954)
- Cena / Il Premio (2009)

Bibliografie
- Ermanno Olmi: Chlapec z Bovisy / Ragazzo della Bovisa, Mondadori, Milano, 2004. ISBN 978-88-04-52997-2
- Ermanno Olmi, Daniela Padoan: Cit pro realitu / Il Sentimento della realtà (con Daniela Padoan), Feltrinelli, Milano, 2008. ISBN 978-88-86270-58-8
- Ermanno Olmi: Apokalypsa je šťastný konec / L'Apocallisse è un lieto fine – Storia della mia vita e del nostro futuro, Rizzoli, 2013. ISBN 88-17-05904-8, 9788817059046
- Charlie Owens: Ermanno Olmi, Gremese Editore, Roma, 2001. ISBN 88-8440-062-7
- Tullio Kezich: Ermanno Olmi. Il Mestiere delle immagini. Edizioni Falsopiano, Alessandria, 2004. ISBN 88-87011-81-8
- Daniela Padoan: Il Sentimento della realtà. Libro intervista, Editrice San Raffaele, Milano, 2008. ISBN 978-88-86270-58-8
- Ermanno Olmi: Rozhovory. Camera obscura, Příbram, Svatá Hora, 2012. ISBN 978-80-903678-7-6